# ممکان (صومای برادوست)
ممکان، روستایی است از توابع بخش صومای برادوست و در شهرستان ارومیه استان آذربایجان غربی ایران.اهالی روستا به زبان کردی تکلم میکنند.

## جمعیت
این روستا در دهستان صومای شمالی قرار داشته و بر اساس سرشماری سال ۱۳۸۵ جمعیت آن ۱۴۵۷ نفر (۲۴۵ خانوار)
بوده‌است.